# Торопец
Торопец (рус. Торопец) град је у европском делу Руске Федерације и административни центар Торопечког рејона смештеног у западном делу Тверске области.
Према проценама националне статистичке службе, у граду је 2014. живело 12.290 становника.

## Географија
Торопец се налази на западним рубним деловима Валдајског побрђа, на крајњем западу Тверске области. Јужни делови града се налазе на обалама Заликовског и Соломенског језера кроз која на том подручју протиче река Торопа. Административни центар области град Твер налази се на око 265 километара источније.
Кроз град протиче железница на релацији Бологоје—Великије Луки.

## Историја
У писаним изворима насеље Торопец се први пут помиње 1074. године, односно конкретније у поменутом летопису се помиње преподобни Исак Печорски из Торопеца. Само насеље директно се помиње у документу из 1168. као центар самосталне кнежевине. Током целог XIII века Торопец се налазио у средишту борби између руских и литванских књазова, а након једне од битака 1245. Литванци су успели да заузму и до темеља спале град. У састав Литванске кнежевине Торопец улази тек 1362. године и у њеном саставу остаје све до 1500. године.
Почетком XVII века у периоду Смутних времена Торопец град су заузели и спалили Пољаци. Иако је његов погранични положај често за последицу имао упаде бројних страних војски, Торопец је управо захваљујући том положају привредно јачао, а трговина је била једна од најважнијих делатности. Године 1777. добија статус окружног града унутар Псковске губерније.
Према подацима са сверуског пописа становништва из 1897. Торопец је имао 7.556 становника, од чега је њих 90% било православни, а 8% Јевреји. У исто време у граду је постојало чак 18 цркава. Након градње железничке станице 1905. године постаје и важан трговачки центар за трговину дрветом.
Иако је у априлу 1962. године Торопец добио статус града обласне субординације, три године касније поново му је враћен статус другостепеног рејонског града.

## Демографија
Према подацима са пописа становништва 2010. у граду је живело 13.015 становника, док је према проценама за 2014. град имао 12.290 становника.
| 1939.  | 1959.  | 1970.  | 1979.  | 1989.  | 2002.  | 2010.  | 2014.  | 2018.  | 2020.  |
| ------ | ------ | ------ | ------ | ------ | ------ | ------ | ------ | ------ | ------ |
| 12,924 | 15,154 | 16,863 | 17,261 | 17,510 | 14,600 | 13,015 | 12,290 | 12,048 | 11,826 |

Напомена: * према проценама националне статистичке службе.